# Из огня да в полымя
«Из огня да в полымя» — седьмая серия третьего сезона американского телесериала «Ведьмак». Её режиссёром является Бэла Огун, сценарий написал Мэттью Д'Амброзио. Премьера состоялась 27 июля 2023 года на Netflix.

## Сюжет
Литературной основой сценария серии стали произведения писателя-фантаста Анджея Сапковского. Главные герои — ведьмак Геральт из Ривии, его «дитя неожиданности» Цирилла из Цинтры и его возлюбленная Йеннифэр из Венгерберга. Их судьбы разворачиваются на фоне масштабной политической игры, в ходе которой решается судьба целого континента. Основной источник сюжетного материала для всего третьего сезона — книга Сапковского «Час презрения».
Эпизод практически полностью посвящён линии Цири, которая бродит по пустыне, вспоминает прошлое и принимает себя как чародейку.

## В ролях
- Генри Кавилл — Геральт из Ривии
- Фрейя Аллан — княжна Цирилла
- Аня Чалотра — Йеннифэр из Венгерберга

## Восприятие
Первые рецензенты отмечают дефицит сюжетного материала и крайнюю затянутость эпизода.